# Plain City (Ohio)
Plain City is een plaats (village) in de Amerikaanse staat Ohio, en valt bestuurlijk gezien onder Madison County en Union County.

## Demografie
Bij de volkstelling in 2000 werd het aantal inwoners vastgesteld op 2832.
In 2006 is het aantal inwoners door het United States Census Bureau geschat op 3543, een stijging van 711 (25,1%).

## Geografie
Volgens het United States Census Bureau beslaat de plaats een oppervlakte van
4,7 km², geheel bestaande uit land. Plain City ligt op ongeveer 285 m boven zeeniveau.

## Plaatsen in de nabije omgeving
De onderstaande figuur toont nabijgelegen plaatsen in een straal van 16 km rond Plain City.